# Wadgaon Road
Wadgaon Road là một thị trấn thống kê (census town) của quận Yavatmal thuộc bang Maharashtra, Ấn Độ.

## Nhân khẩu
Theo điều tra dân số năm 2001 của Ấn Độ, Wadgaon Road có dân số 30.786 người. Phái nam chiếm 52% tổng số dân và phái nữ chiếm 48%. Wadgaon Road có tỷ lệ 81% biết đọc biết viết, cao hơn tỷ lệ trung bình toàn quốc là 59,5%: tỷ lệ cho phái nam là 85%, và tỷ lệ cho phái nữ là 77%. Tại Wadgaon Road, 11% dân số nhỏ hơn 6 tuổi.